# Atlantis III : Le Nouveau Monde
Pour les articles homonymes, voir Atlantis.
Atlantis III : Le Nouveau Monde (en anglais Atlantis III : The New World, ou Beyond Atlantis II aux États-Unis) est un jeu vidéo d'aventure développé et édité par le studio français Cryo Interactive et sorti en 2001. C'est le troisième jeu de la série Atlantis, après Atlantis : Secrets d'un monde oublié (1997) et Atlantis II (1999), et le dernier à avoir été développé par Cryo avant la disparition du studio. La série a cependant été prolongée par Atlantis Evolution (The Adventure Company, 2004) et The Secrets of Atlantis : L'Héritage sacré (Atlantis Interactive Entertainment, 2007).

## Synopsis
L'histoire du jeu commence en 2020, lorsqu'une archéologue explore le massif du Hoggar sur les traces de l'Atlantide. Mêlée à la découverte d'un crâne de cristal, elle se trouve projetée dans trois époques différentes : l'Égypte pharaonique, le Paléolithique et l'Orient des contes des Mille et Une Nuits. Un Targui solitaire et d'autres personnages lui viennent en aide pendant sa quête.

### Personnages

#### Personnages principaux
- L'Archéologue, protagoniste de l'histoire qui explore le massif du Hoggar sur les traces de l'Atlantide (VO et VF : Chiara Mastroianni qui a servi de modèle pour l'apparence du personnage)
- Le Targui, un touareg solitaire qui vient en aide à l'archéologue après son accident de voiture
- Le Chasseur de trésors, antagoniste du jeu, un homme mystérieux mis en scène lors d'un flashback au début du jeu en 2018 qui a mis un jour un mystérieux crâne de cristal, lui et ses hommes ont mis au jour un temple qu'ils explorent dans le Hoggar, et pour cela ont pris possession d'un puits nécessaire pour les Turgis

#### Personnages secondaires

##### Hoggar
- Les Hommes de main du Chasseur de trésor, des mercenaires au service de celui-ci, ils semblent être comme le Targui, des hommes de cette région du monde
- L'Esprit égyptien, figure mythologique cachée dans un poteau du temple, ouvre le portail si on répond à sa question

##### Égypte pharaonique
- Le Psychopompe, une divinité qui transporte l'archéologue dans les temples des dieux égyptiens au sein du Royaume des Morts

###### Monde du Livre des Morts égyptiens
- Le Grand Prêtre, prêtre d'Osiris dans le temple du dieu
- La Prêtresse, prêtresse d'Isis dans le temple de la déesse
- Le jeune enfant pêcheur au bord du Nil

##### Paléolithique
- La Chasseresse, femme du paléolithique en laquelle l'archéologue s'incarne en remontant le temps à cette époque en lui prêtant ses traits (VO et VF : Chiara Mastroianni qui a servi de modèle pour l'apparence du personnage)
- Le Chasseur, homme du paléolithique, compagnon de la chasseresse
- Le Mammouth, gibier chassé par le couple de chasseurs, lequel les prend en chasse après leur vaine tentative

###### La Caverne
- Le Loup blanc
- Le Loup noir
- Le tigre à dents de sabre
- L'Ours brun
- Les Oiseaux

##### Les Mille et Une Nuits
- Shéhérazade, conteuse des Contes des Mille et Une Nuits en laquelle l'archéologue s'incarne à cette époque en lui prêtant ses traits (VO et VF : Chiara Mastroianni qui a servi de modèle pour l'apparence du personnage)
- Chahriar, Chah de Perse à qui Shéhérazade raconte les Contes des Mille et Une Nuits

###### Conte du Voleur de Bagdad
- Le Voleur de Bagdad, un pauvre jeune voleur qui cherche à voler un riche marchand pour se nourrir
- La Fille du riche marchand, jeune fille dont le voleur tombe amoureux et qui lui demande de lui rapporter une rose noire
- Le Garde du riche marchand, garde de l'entrepôt du riche marchand qui veille la nuit sur ses biens et sur sa fille
- Le Chat du riche marchand, un chat qui ameute le garde
- Les trois Gardiens de pierre du Jardin du Magicien
- Les trois Danseuses colorées du Jardin du Magicien
- La Tri-bête
- Le Monstre de la tour du sorcier
- Le Tapis volant
- Le Magicien
- le Génie de la lampe

##### Univers astral du Crâne de Cristal
- Le Dauphin astral : Créature extra-terrestre psychique qui entre en communication via le Crâne de cristal

##### Shambhala
- La Vieille femme atlante de Shambhala
- Le Vieil homme atlante de Shambhala

## Principe du jeu
Le fonctionnement d’Atlantis III est le même que celui des deux jeux précédents de la série : il s'agit d'un walking simulator en point and click. Le joueur évolue dans des environnements en 3D précalculés où il peut tourner sur lui-même à 360°, se déplacer, dialoguer avec les personnages, ou encore trouver et utiliser des objets. Le jeu comprend de nombreuses cinématiques en images de synthèse.
La jeune archéologue, personnage principal de l'histoire, a été dessinée et animée d'après l'actrice Chiara Mastroianni.

## Développement

### Équipe de développement
Seuls les postes principaux sont indiqués.
- Présenté par : Jean-Martial Lefranc, Philippe Ulrich
- Chef de production : Éric Mallet
- Chef de projet : Olivier Train
- Assistante chef de projet : Sandra Cochais
- Concept, scénario, scripts, dialogues et adaptation : Johan K. Robson
- Programmeurs principaux : Laurent Soudrie, Alexandro Di meco
- Programmeurs : Jérôme Bignon, Guillaume Mirey
- Directeurs artistiques : Claudine Roussard, Olivier Train
- Designer en chef : Frédérik Pinasseau
- Designs additionnels : John McCambridge, Philippe verner
- Storyboards : Nicolas Hess
- Graphiste en chef (personnages et effets spéciaux) : Alexandre Litchinko
- Graphistes en chef (décors et animations) : Franck sitbon, Sohor Ty
- Effets sonores : Jb Merland
- Producteur : Stéphane Ressot
- Licence manager : François Breuillier
- Musique : David Rhodes
- Studio musique : Real world publishing
- Son : Innerwaves
- Images de Chiara Mastroianni : Thierry Cohen
- Maquillage : Lise anne
- Chef de développement commercial : Alain Briant
- Directeur commercial France : Gilles Depaigne
- Directeur marketing : Michel Mimran
- Chef de franchise (brand manager) : Wilfrid Vinmer

### Création du jeu
Les grandes lignes du scénario du jeu sont définies avant même la sortie d'Atlantis II. Dans une interview menée en 1999 par Daniel Ichbiah pour l'ouvrage Atlantis II : Le Guide officiel, le scénariste Johan Robson sait déjà que « Le thème (d'Atlantis III) sera l'évolution de l'espèce humaine ». « Ce ne sera pas une suite directe, tout comme le second opus n'est pas une suite directe du premier, mais on y retrouvera le même type d'univers » commente pour sa part Rémi Herbulot. « Mais dans Atlantis III, nous n'aurons pas la notion de conflit entre le bien et le mal. Ce sera une façon d'imaginer ce que pourrait être l'évolution de l'Homme, sous l'impulsion d'une influence extra-terrestre » précise le scénariste.

## Musique
Contrairement aux opus précédents de la série dont les musiques étaient composées par Pierre Estève et Stéphane Picq, la musique d’Atlantis III a été composée par le compositeur anglais David Rhodes.

## Éditions du jeu
Dans sa version d'origine sortie en 2001, le jeu est commercialisé sous forme de 3 CD-ROM ou d'un DVD jouable sur PC ou Macintosh, et une version console est développée pour la PlayStation 2. En 2004, deux ans après la faillite de Cryo Interactive, le studio The Adventure Company, branche de DreamCatcher Interactive, rachète la franchise Atlantis, réédite les trois premiers jeux de la série, et réalise une version d’Atlantis III pour téléphones mobiles sous le titre Atlantis Redux. En 2005, DreamCatcher Interactive publie un coffret Atlantis Collector's Edition regroupant Atlantis III : Le Nouveau Monde et Atlantis Evolution. En 2008, Microïds rachète les droits sur l'ensemble du catalogue des jeux Cryo et reprend leur commercialisation.